# Paper Walls
Paper Walls – wydany w 2007 roku album muzyczny zespołu poppunkowego/melodicpunkowego Yellowcard.

## Spis utworów
1. "The Takedown" – 3:37
2. "Fighting" – 3:00
3. "Shrink the World" – 3:20
4. "Keeper" – 3:55
5. "Light Up the Sky" – 3:37
6. "Shadows and Regrets" – 3:59
7. "Five Becomes Four" – 3:30
8. "Afraid" – 3:13
9. "Date Line (I Am Gone)" – 3:22
10. "Dear Bobbie" – 4:13
11. "You and Me and One Spotlight" – 3:57
12. "Cut Me, Mick" – 3:34
13. "Paper Walls" – 4:28